# Io non vivo senza te
Io non vivo senza te è il primo album della cantante Pamela Petrarolo, pubblicato il 19 gennaio 1994 dall'etichetta RTI Music e distribuito dalla Ricordi.

## Descrizione
Il CD contiene dodici cover di canzoni famose: undici canzoni R&B in lingua inglese e una di tema romantico in lingua italiana, Io non vivo senza te, di Raffaella Carrà, che dà il titolo all'intero album.
L'album ha avuto una martellante promozione grazie alle esibizioni delle canzoni contenute nel programma Non è la RAI, all'interno del quale si è sviluppato il progetto musicale e del quale la Petrarolo era la ragazza più nota, dopo la conduttrice Ambra Angiolini.

## Tracce
1. Io non vivo senza te – 3:35 (Gianni Boncompagni, Belfiore)
2. See Saw – 2:45 (Steve Cropper, D. Covay)
3. I'll Be There – 3:41 (West, Davis)
4. Respect – 2:31 (Otis Redding)
5. (You Make Me Feel Like) A Natural Woman – 2:50 (Goffin, Carole King, Wexler)
6. Just Do It – 3:12 (Romeo, Browne, Mowat)
7. (I Can't Get No) Satisfaction – 2:40 (testo: Mick Jagger – musica: Keith Richards)
8. I Got the Feeling – 3:05 (Brown)
9. When Something Is Wrong with My Baby – 3:22 (Hays, Porter)
10. Show Me – 2:47 (Joe Tex)
11. Born to Be Alive – 3:15 (Patrick Hernandez)
12. Shake a Hand – 3:28 (Morris)

## Classifiche
| Classifica (1994)                     | Posizione |
| ------------------------------------- | --------- |
| Classifica degli album italiana       | 15        |
| Classifica di fine anno italiana 1994 | 103       |